# 1834 aux États-Unis
Pour des articles plus généraux, voir Chronologie des États-Unis et 1834.
Chronologie des États-Unis
- 1830
- 1831
- 1832
- 1833
- 1834
- 1835
- 1836
- 1837
- 1838

Cette page concerne des événements d'actualité qui se sont produits durant l'année 1834 du calendrier grégorien aux États-Unis.

## Gouvernement
- Président : Andrew Jackson Démocrate
- Vice-président : Martin Van Buren Démocrate
- Secrétaire d'État : Louis McLane jusqu'au 30 juin puis John Forsyth à partir du 1er juillet
- Chambre des représentants - Président :   Andrew Stevenson Démocrate puis John Bell (Whig) à partir du 2 juin

## Événements
- 25 janvier : création  du comté de Hillsborough (Floride).
- 14 avril : les Républicains, sur une proposition d'Henry Clay,  prennent le nom des Whigs pour marquer l’analogie de leur opposition à la « tyrannie » d'Andrew Jackson avec la lutte des libéraux anglais du XVIIIe siècle hostile au roi George III.

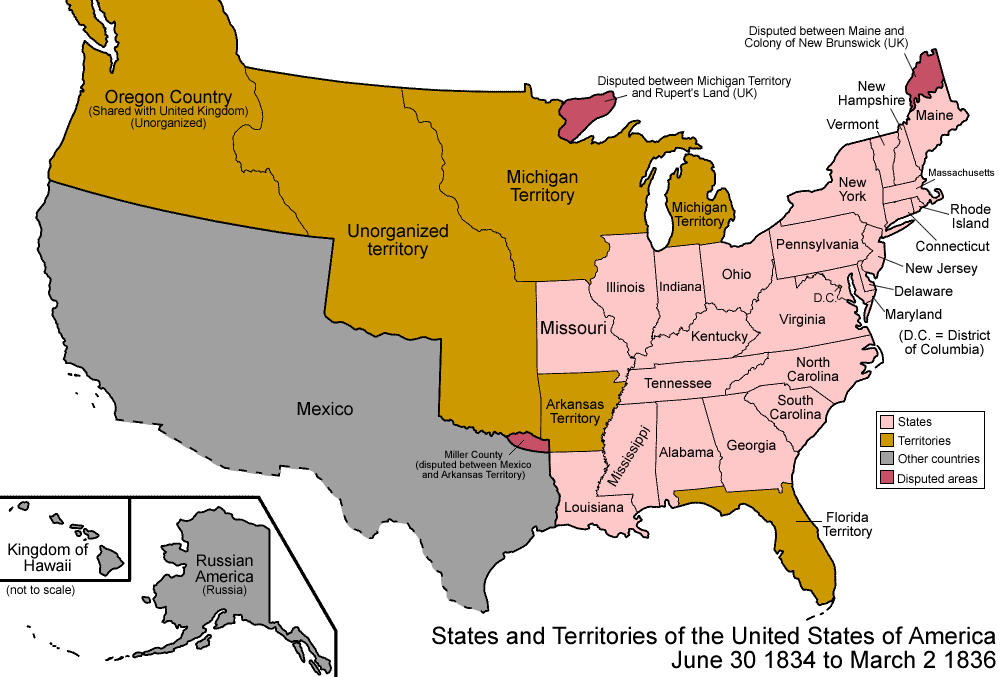
30 juin 1834 - 2 mars 1836

- 28 juin : une loi sur la monnaie, le Coinage Act of 1834 adapte le prix de l'or au prix de l'argent.
- 30 juin : le Congrès des États-Unis adopte une loi qui fait de tout le territoire américain à l’ouest du Mississippi le domaine des Indiens. Les États du Missouri et de la Louisiane, les terres de l’Arkansas ne sont pas concernées[1]. Une vaste portion de territoire non-organisé est ajoutée au Territoire du Michigan, correspondant aux actuels Iowa, ouest du Minnesota, et est du Dakota du Nord et du Dakota du Sud[2].
- Sept cents Cherokees se résignent à partir pour l’Ouest. Quatre-vingt d’entre eux meurent en route. Plus de la moitié de ceux qui arrivent à destination seront victimes du choléra.
- Grève d’ouvrières de l’industrie textile à Lowell (Massachusetts) à la suite du licenciement de l’une d’entre elles.
- Les immigrants commencent à pénétrer dans les Grandes Plaines sur des chariots Conestoga (1834-1869).
- Premières exportations d’arachides de Gambie vers les États-Unis.
- L’inventeur Jacob Perkins dépose le brevet d’une première machine efficace à fabriquer de la glace.
- L’ingénieur Cyrus McCormick dépose le brevet de la moissonneuse-lieuse mécanique, tractée par des chevaux.
- Thomas Davenport, l’inventeur du premier moteur électrique en courant continu américain, installe son moteur dans une voiture en modèle réduit sur rails, préparant le terrain pour l'électrification postérieure des tramways.
- Fondation de la Long Island Railroad.

## Naissances
- 22 août : Samuel Pierpont Langley (mort en 1906), physicien, inventeur et astronome.

## Décès
- 12 juillet : David Douglas (né en 1799), botaniste.

#### Articles généraux
- Histoire des États-Unis de 1776 à 1865
- Évolution territoriale des États-Unis
- Piste des Larmes

#### Articles sur l'année 1834 aux États-Unis
- Coinage Act of 1834